# The Winning Wallop
The Winning Wallop è un film muto del 1926 diretto da Charles Hutchison. La sceneggiatura si basa sull'omonimo romanzo di L.V. Jefferson.

## Produzione
Il film fu prodotto dalla Gotham Productions.

## Distribuzione
Il copyright del film, richiesto dalla Lumas, fu registrato il 12 ottobre 1926 con il numero LP23210.
Distribuito dalla Lumas Film Corporation, il film uscì nelle sale statunitensi l'8 ottobre 1926. L'Argosy Pictures lo distribuì nel Regno Unito il 4 luglio 1927. Nel Brasile, il film prese il titolo Vence e Serei Tua.
Non si conoscono copie ancora esistenti della pellicola che viene considerata presumibilmente perduta.